# صورة نجمية

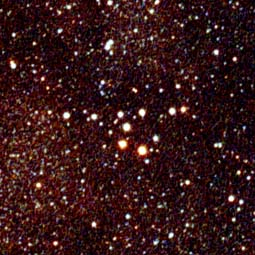
صورة لعنقود الصوفي (أو عنقود شماعة الملابس) في كوكبة الثعلب، من خلال مقراب.

الصورة النجمية أو الصورة السماوية (بالإنجليزية: Asterism) هي نمط أو مجموعة من النجوم المرصودة في السماء. يمكن أن تكون الصور النجومية أي نمط محدد أو مجموعة من النجوم، وبالتالي فهي مفهوم أكثر عمومية من الكوكبات الـ 88 المحددة رسميًا. تعتمد الكوكبات على الصور النجومية، ولكن على عكس الصور النجومية، فإن الكوكبات تحدد وتقسم السماء وجميع الأجرام السماوية فيها إلى مناطق حول صورها النجومية المركزية. على سبيل المثال، تتألف الصورة النجومية المعروفة باسم بنات نعش الكبرى من النجوم السبعة الأكثر لمعانًا في كوكبة الدب الأكبر. وتوجد صورة نجومية أخرى هي الصليب الجنوبي (Southern Cross)، ضمن كوكبة نُعَيْم.
تراوح الصور النجومية من أشكال بسيطة مكونة من عدد قليل من النجوم إلى مجموعات أكثر تعقيدًا مكونة من العديد من النجوم تغطي أجزاء كبيرة من السماء. قد تكون النجوم نفسها أجرامًا لامعةً يمكن رؤيتها بالعين المجردة أو أخفت، حتى التي ترى فقط بالمقراب، ولكنها عمومًا لها نفس سطوع بعضها البعض. تعتبر الصور النجومية الأكبر والأكثر إشراقًا مفيدة للأشخاص الذين يرغبون في التعرف على سماء الليل.
إن أنماط النجوم التي نراها في الصور النجومية ليست بالضرورة نتاجًا لأي ارتباط مادي بين النجوم، بل هي بالأحرى نتيجة للمنظورات الخاصة لأرصادها. على سبيل المثال، مثلث الصيف هي مجموعة من النجوم غير مرتبطة فيزيائيًا بالرصد تمامًا، ولكن نجوم نطاق الجبار كلها أعضاء في مجموعة الجبار OB1 [الإنجليزية] وخمسة من نجوم بنات نعش الكبرى السبعة أعضاء في مجموعة الدب الأكبر المتحركة. يمكن أن تكون التجمعات المادية، مثل القلائص أو الثريا، صورًا نجميةً في حد ذاتها وجزءًا من صورة نجمية أخرى في نفس الوقت.

## صور نجومية مكونة من نجوم من القدر الأول

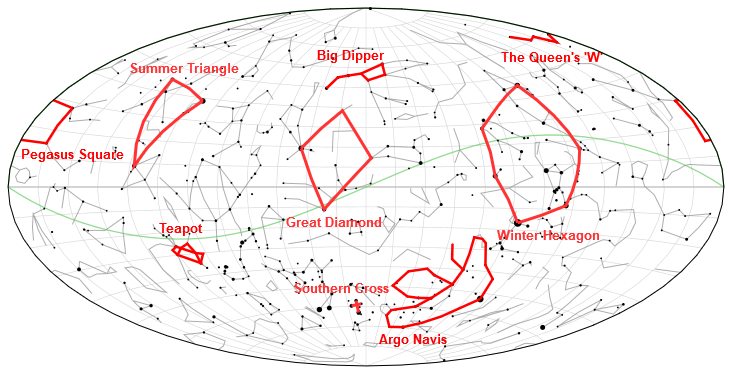
بعض الصور النجومية الرئيسة على الخريطة السماوية (يُبالِغ الإسقاط في التمدد)

تتكون بعض الصور النجومية بالكامل من نجوم لامعة من القدر الأول [الإنجليزية]، والتي تميز أشكالًا هندسية بسيطة.
- مثلث الصيف المكون من ذنب الدجاجة، والنسر الطائر، والنسر الواقع البارزة في سماء الصيف في نصف الكرة الشمالي، حيث أن نجومه الثلاثة كلها من القدر الأول.[4] تقع نجوم المثلث في نطاق مجرة درب التبانة الذي يمثل خط الاستواء المجري، وهي في اتجاه مركز المجرة.
- يمكن رؤية مثلث الشتاء في سماء الشمال الشتوية ويتضمن النجوم من القدر الأول منكب الجوزاء والشعرى اليمانية والشعرى الشامية (ثاني ورابع أقرب نجم أو نظام نجمي يمكن رؤيته بدون مساعدة).
  - يتضمن مسدس الشتاء الشمالي الأكبر سبعة من النجوم الاثنين والعشرين ذات القدر الأول المرئية في السماء، مع رأس التوأم المؤخر، والعيوق، والدبران، ورجل الجبار، الشعرى اليمانية، والشعرى الشامية، ورأس التوأم المقدم ذو القدر الثاني على المحيط، ومنكب الجوزاء القريبة من المركز. [4]
- يتكون مثلث الربيع الشمالي من السماك الرامح ونجم قلب الأسد والسماك الأعزل.[5]
  - المعين العظيم تتكون من السماك الرامح، والسماك الأعزل، والصرفة، وكبد الأسد، والنجمان الأخيران ليسا من النجوم ذات القدر الأول.[6] معًا، يشكل هذان المثلثان المعين. رسميًا، تقع نجوم المعين العظيم في الكوكبات العواء، والعذراء، والأسد، والسلوقيان.

تتكون الصور النجومية الأخرى جزئيًا من نجوم عديدة من القدر الأول.
- الصليب الجنوبي بما في ذلك النجوم ذات القدر الأول نير نعيم وميموزا، إلى الغرب من سديم الجؤجؤ (واحد من خمسة أجرام سماوية عميقة ذات القدر الأول)، مع النجوم ذات القدر الأول رجل قنطورس (أقرب نجم إلى الشمس) والوزن التي تشير إلى الصليب، مما يميز الصليب عن صور نجومية أقل لمعانًا ومماثلة مثل صليب المعين أو الصليب الكاذب.

جميع النجوم الأخرى ذات القدر الأول هي النجوم الوحيدة من هذا النوع في صورها أو الكوكبات، مع سهيل في صورة السفينة جنوب الشعرى اليمانية، بصريًا شرق سديم الجؤجؤ وبالقرب من سحابة ماجلان الكبرى (كلاهما من أجرام السماء العميقة ذات القدر الأول)، والسلبار في كوكبة النهر شرق سهيل، وفم الحوت في كوكبة الحوت الجنوبي شرق الظليم، وقلب العقرب في كوكبة العقرب بصريًا قرب مركز المجرة.